# Чапаевка (Марксовский район)
Чапаевка — посёлок в Марксовском районе Саратовской области, в составе Осиновского муниципального образования.

## География
Посёлок расположен на расстоянии примерно 13 километров по прямой на востоко-юго-восток от районного центра города Маркс.

## История
Посёлок был основан как хутор Blumenfeld Марксштадтского кантона АССР Немцев Поволжья в 1930-40-х годах. В 1938 году эта территория относилась ко второму колхозу села Боаро (современная Бородаевка). В 1942 году хутор переименован в село Чапаевка. Во второй половине прошлого века населённый пункт входил в Бородаевский сельсовет, к 1985 году передан в Орловский сельсовет Марксовского района, село являлось отделением совхоза «Радуга». В 1987 году здесь ещё проживало около сотни человек.

## Население
Постоянное население составляло 17 человек в 2002 году (русские 35 %, казахи 35 %), 19 в 2010 году.